# Huit immortels livrés au vin
Les huit immortels livrés au vin (chinois traditionnel : 飲中八仙 ; pinyin : yǐnzhōng bāxīan), également traduit en huit Immortels de la coupe de vin[réf. nécessaire], ou Les huit buveurs immortels, désigne un groupe de lettrés chinois de la dynastie Tang connus pour leur goût des boissons alcoolisées. Ils ne sont pas déifiés et l'emploi du terme xian (« immortel », « transcendant » « féérique ») est métaphorique. Le terme se trouve dans un poème de Du Fu et dans la biographie de Li Bai dans le Nouveau Livre des Tang.
Dans le poème de Du Fu, ils apparaissent dans l'ordre suivant :
- He Zhizhang (賀知章, hè zhīzhāng)
- Li Jin (zh) (李璡, lǐ jìn)
- Li Shizhi (zh) (李適之, lǐ shìzhi)
- Cui Zongzhi (zh) (崔宗之, cuī zōngzhī)
- Su Jin (zh) (蘇晉, sū jìn)
- Li Bai (李白, lǐ bái)
- Zhang Xu (zh) (張旭, zhāng xù)
- Jiao Sui (zh) (焦遂, jiaō suì)

## Source de la traduction
- (en) Cet article est partiellement ou en totalité issu de l’article de Wikipédia en anglais intitulé « Eight Immortals of the Wine Cup » (voir la liste des auteurs).